# Philadelphia Union 2019
Questa voce raccoglie le informazioni riguardanti il Philadelphia Union nelle competizioni ufficiali della stagione 2019.

## Stagione
La stagione 2019 è la 10ª in MLS. La stagione si apre con due sconfitte, mentre nelle successive undici partite la squadra riesce a vincerne sette, pareggiarne tre e perdendone soltanto una. La stagione si conclude con risultati altalenanti che tuttavia permettono agli Union di qualificarsi ai play-off. Il 20 ottobre 2019 vincono per la prima volta una gara di play-off, battendo ai tempi supplementari il N.Y. Red Bulls. Gli Union vengono eliminati al turno successivo dai futuri campioni, gli Atlanta United.

## Maglie e sponsor
Lo sponsor tecnico è Adidas e il main sponsor Grupo Bimbo.
| Casa | Trasferta |

## Rosa 2019
| N. |                                 | Ruolo | Calciatore                  |
| -- | ------------------------------- | ----- | --------------------------- |
| 1  | Stati Uniti (bandiera)          | P     | Matt Freese                 |
| 2  | Guyana (bandiera)               | C     | Warren Creavalle            |
| 3  | Scozia (bandiera)               | D     | Jack Elliott                |
| 4  | Stati Uniti (bandiera)          | D     | Mark McKenzie               |
| 6  | Bosnia ed Erzegovina (bandiera) | C     | Haris Medunjanin            |
| 7  | Germania (bandiera)             | A     | Andrew Wooten               |
| 9  | Stati Uniti (bandiera)          | A     | Fabrice Picault             |
| 10 | Messico (bandiera)              | A     | Marco Fabián                |
| 11 | Stati Uniti (bandiera)          | C     | Alejandro Bedoya (capitano) |
| 12 | Stati Uniti (bandiera)          | P     | Joseph Bendik               |
| 15 | Camerun (bandiera)              | D     | Olivier Mbaizo              |
| 16 | Stati Uniti (bandiera)          | D     | R. J. Allen                 |
| 17 | Brasile (bandiera)              | A     | Sergio Santos               |
| 18 | Giamaica (bandiera)             | P     | Andre Blake                 |

| N. |                         | Ruolo | Calciatore       |
| -- | ----------------------- | ----- | ---------------- |
| 19 | Giamaica (bandiera)     | A     | Cory Burke       |
| 20 | RD del Congo (bandiera) | A     | Michee Ngalina   |
| 21 | Stati Uniti (bandiera)  | C     | Anthony Fontana  |
| 22 | Stati Uniti (bandiera)  | D     | Brenden Aaronson |
| 23 | Polonia (bandiera)      | A     | Kacper Przybyłko |
| 25 | Brasile (bandiera)      | C     | Ilsinho          |
| 26 | Stati Uniti (bandiera)  | C     | Auston Trusty    |
| 27 | Germania (bandiera)     | D     | Kai Wagner       |
| 28 | Stati Uniti (bandiera)  | D     | Ray Gaddis       |
| 32 | Stati Uniti (bandiera)  | D     | Matthew Real     |
| 33 | Brasile (bandiera)      | D     | Fabinho          |
| 35 | Capo Verde (bandiera)   | C     | Jamiro Monteiro  |
| 78 | Francia (bandiera)      | D     | Aurélien Collin  |